# اكى امهند (آيت عيسى إححان)
اكى امهند هي إحدى مشيخات المملكة المغربية، تتبع جغرافيا لإقليم الصويرة وإداريًا لآيت عيسى إححان. يقدر عدد سكانها بـ 3836 نسمة حسب الإحصاء الرسمي للسكان والسكنى لسنة 2004.